# Катастрофа Boeing 737 в Гаване
Катастрофа Boeing 737 в Гаване — крупная авиационная катастрофа, произошедшая в пятницу 18 мая 2018 года. Авиалайнер Boeing 737-201 Advanced авиакомпании Cubana de Aviación (принадлежал Global Air) выполнял внутренний рейс CU972 по маршруту Гавана—Ольгин, но через 40 секунд после взлёта рухнул на землю в районе Сантьяго де лас Вегас в 1 километре от аэропорта Гаваны. Из находившихся на его борту 113 человек (107 пассажиров и 6 членов экипажа) выжил 1.

## Самолёт
Boeing 737-201 Advanced (регистрационный номер XA-UHZ, заводской 21816, серийный 592) принадлежал мексиканской авиакомпании Global Air (также известной как Aerolineas Damojh) и на момент катастрофы числился в лизинге кубинской авиакомпании Cubana de Aviación. За несколько месяцев до катастрофы Cubana de Aviación вывела из эксплуатации несколько своих самолётов, сославшись на проблемы технического характера, и с тех пор использовала лизинг самолётов других авикомпаний.
Разбившийся борт XA-UHZ был выпущен в 1979 году (первый полёт совершил 15 июля). 7 августа того же года был передан авиакомпании Piedmont Airlines (борт N769N, имя Volunteer Pacemaker); в ноябре 1988 года был перерегистрирован и его б/н сменился на N227AU. После эксплуатировался авиакомпаниями:
- USAir — с 5 августа 1989 года по 27 сентября 2000 года (борт N227AU),
- Royal Aviation[англ.] — с 27 сентября 2000 года по 5 апреля 2001 года,
- Canada 3000 — c 5 апреля по 19 октября 2001 года (в обоих эксплуатировался под б/н C-FRYH),
- Военно-морские силы США — c 19 октября 2001 года по 16 марта 2005 года (борт N227AU),
- Magnicharters — с 16 марта 2005 года по 19 сентября 2007 года (борт XA-MAK),
- Nacam — с 19 сентября 2007 года по 1 апреля 2011 года (борт XA-UHZ); от неё сдавался в лизинг авиакомпаниям Avolar, Benin Golf Air и Aero Caribbean.

1 июля 2011 года был куплен авиакомпанией Global Air, бортовой номер остался без изменений. От Global Air сдавался в лизинг авиакомпаниям Línea Aérea SINAMI и EasySky. 14 мая 2018 года был взят в лизинг авиакомпанией Cubana de Aviación. Оснащён двумя турбореактивными двигателями Pratt & Whitney JT8D-17. На день катастрофы 38-летний авиалайнер совершил 70 651 цикл «взлёт-посадка» и налетал 69 596 часов.
В ноябре 2017 года, согласно заявлению Global Air, успешно прошёл правительственную инспекцию.

## Экипаж и пассажиры
Состав экипажа рейса CU972 был таким:
- Командир воздушного судна (КВС) — 53-летний Хорхе Нуньес Сантос (исп. Jorge Nuñez Santos). Очень опытный пилот, налетал 16 655 часов.
- Второй пилот — 40-летний Мигель Арреола Рамирес (исп. Miguel Arreola Ramírez). Опытный пилот, налетал 2314 часов.

В салоне самолёта работали три стюардессы:
- Мария Риос Родригез (исп. María Ríos Rodríguez), 24 года.
- Эбигейл Эрнандес Гарсия (исп. Abigail Hernández García).
- Гуадалупе Лаймон Гарсия (исп. Guadalupe Limon Garcia), 25 лет.

Также в состав экипажа входил 30-летний авиамеханик Марко Лопес Перес (исп. Marco López Pérez).
| Гражданство    | Пассажиры | Экипаж | Всего |
| -------------- | --------- | ------ | ----- |
| Куба           | 102       | 0      | 102   |
| Мексика        | 1         | 6      | 7     |
| Аргентина      | 2         | 0      | 2     |
| САДР / Испания | 1         | 0      | 1     |
| САДР           | 1         | 0      | 1     |
| Итого          | 107       | 6      | 113   |

## Хронология событий
Рейс CU972 вылетел из аэропорта имени Хосе Марти в 12:10 по местному времени и примерно через 40 секунд после взлёта рухнул на землю. Свидетели отметили, что после взлёта самолёт совершил необычный манёвр, а незадолго до падения у него загорелся один из двигателей. Самолёт рухнул на ферму, погибших и раненых на земле не было. После падения начался пожар, на месте катастрофы отчётливо был виден столб дыма. Сразу после катастрофы к месту падения лайнера были отправлены пожарные и бригады скорой медицинской помощи. Аэропорт имени Хосе Марти после катастрофы приостановил работу, вернувшись к обычному режиму работы только во второй половине дня. Изначально в катастрофе выжили 4 пассажира (мужчина и 3 женщины), но позднее 3 умерли в больницах и выжила 1 пассажирка — 19-летняя Майлен Диас Альмагер (исп. Mailén Díaz Almaguer). Остальные 110 человек (все 6 членов экипажа и 104 пассажира) погибли на месте катастрофы.
Катастрофа рейса CU972 стала первой крупной авиакатастрофой на Кубе после катастрофы ATR 72 в Гуасимале в 2010 году. По количеству погибших стоит на 2-м месте после катастрофы Ил-62 в Гаване в 1989 году (150 погибших). Предыдущая авиакатастрофа с участием Boeing 737-200 произошла в Исламабаде в 2012 году (127 погибших).

## Реакция
Изначально по первым данным кубинских СМИ, в катастрофе разбился Boeing 737-400 авиакомпании Blue Panorama Airlines, но спустя несколько часов выяснилось, что на самом деле разбился Boeing 737-200 авиакомпании Global Air.
Председатель Государственного совета Кубы Мигель Диас-Канель, министр здравоохранения Роберто Моралес и местные власти прибыли на место катастрофы для слежения за проведением спасательных работ. Семьи и родственники погибших также прибыли на место катастрофы, откуда позднее были доставлены в аэропорт имени Хосе Марти для проведения процедуры опознания погибших в сопровождении Национально-революционной полиции Кубы.
С 06:00 19 мая до 12:00 20 мая на Кубе был объявлен официальный траур, на кубинских военных объектах и государственных учреждениях были приспущены государственные флаги.

## Расследование
Национальный совет по безопасности на транспорте (NTSB) и Федеральное Управление гражданской авиации США предложили кубинским властям помощь в расследовании причин катастрофы. Компания «Boeing» заявила, что готова отправить на Кубу техническую команду «в соответствии с законодательством США и по указанию Национального совета по безопасности на транспорте США и кубинских властей».